# Castillo de Berg
El Castillo de Berg (en luxemburgués: Schlass Bierg, en francés: Château de Berg, en alemán: Schloss Berg) es la residencia principal de la familia gran ducal de Luxemburgo. Está situada en la localidad de Colmar-Berg, en el centro del Gran Ducado de Luxemburgo, cerca de la confluencia de los ríos Alzette y Attert.

## Historia
La propiedad de los bosques del Castillo de Berg pasó a la familia real holandesa el año 1845. El rey Guillermo II de los Países Bajos, en aquel momento gran duque de Luxemburgo, compró el castillo y la propiedad adyacente con el fin de dotarse de una residencia oficial en territorio luxemburgués. La propiedad fue comprada a la familia Pasquier y en 1848 ya fue reconocida como la residencia oficial del gran duque de Luxemburgo en el Gran Ducado.
Con la separación del Gran Ducado del reino de los Países Bajos en 1890, el Castillo de Berg se mantuvo como propiedad de la reina Guillermina I de los Países Bajos, que lo vendió al gran duque Adolfo I de Luxemburgo en el año 1891. En 1906, el gran duque Guillermo IV de Luxemburgo demolió el antiguo castillo con el fin de construir uno nuevo basado en un diseño del arquitecto muniqués Max Ostenrieder y el arquitecto luxemburgués Pierre Funck-Eydt. Las obras se iniciaron en 1907 y se concluyeron en 1911.
Posteriormente a la Gran Depresión de 1929 y como consecuencia de las graves dificultades económicas por las que pasaba la familia gran ducal, la gran duquesa Carlota I de Luxemburgo acordó traspasar al gobierno el Castillo de Berg y el Palacio Gran Ducal de Luxemburgo a fin de que fuese el dinero público el que mantuviese al palacio. La familia gran ducal los utilizó como residencias oficiales tal como reconoce el artículo 44 de la Constitución luxemburguesa.
Durante la Segunda Guerra Mundial, el Palacio fue ocupado por las tropas nacionalsocialistas, periodo en el cual el Castillo sufrió graves daños en sus obras de arte más importantes. Por su parte, el Palacio, durante el periodo 1940 - 1944, se usó como centro de reeducación de las estudiantes luxemburguesas.
Después de la Guerra, el Castillo fue sometido a un proceso general de restauración que concluyó en 1964 con motivo del ascenso al trono del gran duque Juan I de Luxemburgo. Desde 1964 y hasta la actualidad, el castillo se ha convertido en la principal residencia de la familia soberana de Luxemburgo. Actualmente reside allí el gran duque Enrique I de Luxemburgo y su familia.